# 36426 Kakuda
36426 Kakuda è un asteroide  della fascia principale. Scoperto nel 2000, presenta un'orbita  caratterizzata da un semiasse maggiore pari a 2,2938102 UA e da un'eccentricità di 0,1871690,  inclinata di 1,69203° rispetto all'eclittica.